# 廣受歡迎
廣受歡迎，是美國出生的日本純種競賽馬匹。生涯前期於草地作賽並勝出絲路錦標，後期轉往泥地後開始活躍，曾勝出包含根岸錦標及杜若紀念等五項三級賽，同時以強大的直路後追力聞名。

## 出賽前
1994年4月13日出生於美國俄勒岡州一個由當地人Diane Kem管理的牧場，成長途中被馬主金子真人購入並引入日本。
其後交由栗東訓練中心練馬師松田國英訓練。

## 競賽生涯

### 5歲（現4歲）
由於廣受歡迎的出道時間比同期的賽駒遲，於未有供5歲賽駒參與的新馬戰下其需要於1998年9月12日直接出戰札幌競馬場4歲以上500萬獎金以下條件戰。比賽開始後，其選擇維持於先頭位置逐步推進，於直路上稍微加速開始追擊，最終以第三完賽。
1星期後隨即再度出戰4歲以上500萬獎金以下條件戰，本次比賽保持於第二的位置，進入直路後開始透出並逐步進入狀態，最終以鼻位優勢壓贏對手取得勝利。
其後雖然於堀川特別以第十一大敗，但於年末接連在4歲以上500萬獎金以下條件戰、清洲特別及4歲以上900萬獎金以下條件戰取得三連勝。

### 6歲（現5歲）
1999年年初於室町錦標取得四連勝後，隨即挑戰三級賽京都牝馬特別，雖然於比賽途中維持不俗的走勢，但於直路上未能壓制Maruka Komachi及Nagisa下取得第三。
3月於渦潮錦標再度取勝後，出戰三級賽阪急盃，於其中以先行姿態逐步出擊，最終僅不敵協榮三月取得亞軍。
稍為休養後出戰京王盃春季盃，但於其中僅跑獲第六的戰績，其後的高松宮紀念亦以第六落敗。
進入秋季後，其人馬錦標作為起動戰，最終以第五的戰績完賽。
10月30日出戰天鵝錦標，維持於中後方位置下於通過彎道時候進一步墮後，進入直路後在外檔取位置加速，但仍然未能追上黑鷹以第二落敗。
11月27日出戰富士錦標，再度以居中的姿態展開賽事，但於直路上一直被後方衝出的紅辣椒超越且壓制，最終再度取得第二。
年末增程出戰阪神牝馬特別，但以第七落敗。

### 7歲（現6歲）
2000年年初於京都牝馬特別於第八落敗後，以三級賽絲路錦標作為目標。比賽開始後，其選擇留守最後方的位置，於通過彎道時才逐步閃出外檔取位，同時發力上前迫近對手。進入直路後，其繼續維持走勢進行加速，最終成功超越前方所有賽駒，同時壓贏同樣位置衝出的多樂星，率先衝線下取得首個分級賽冠軍。
但其後於高松宮紀念及讀賣盃中失利，分別以第八及第十二慘敗。
5月14日嘗試當初取得首勝的泥地賽，出戰公開賽栗東特別。比賽開始後，其雖然再度選擇留後兼且背負較重的負磅，但仍然於直路所呢僅發揮出銳利的加速力，最終以頭位優秀取得勝利。
其後返回草地戰線但表現未如理想，於函館短途錦標以第六落敗後出戰堅蘭盃取得第三，
秋季以短途馬錦標作為目標，雖然表現稍為回復，但仍然落後大德大和、愛麗世界及黑鷹取得第四，10月下旬的天鵝錦標亦僅能以第四完賽。
有見及此，陣營決定再度安排其前往泥地賽事尋求突破，劍指根岸錦標並重新起用勝出絲路錦標時的騎師武幸四郎。比賽開始後，其仍然採用留後的戰術一直等待時機，於通過最後彎道進入直路後，其仍然處於最後方的位置。最後400米，其方才於後方位置展開加速並逐步收窄距離。於最後200時，雖然其距離前方仍然有5馬位的差距，但其經已進入全速狀態並轟出恐怖的速度，最終於最後關頭一舉將前方的Eishin Sun Luis超越，甚至拉開對手1 1/4馬位取勝，同時亦以後600米34.3秒的末段時間打破當時泥地1200米跑道的記錄。

### 8歲（現7歲）
2001年繼續以泥地短途賽事作為主軸，於年初出戰石榴石錦標雖然再度爆發出優秀的末腳速度，但無法制衡Be My Nakayama下被對手壓制落敗。
1月29日出戰改期後的根岸錦標尋求連霸，再度以留後的戰術展開賽事，但本次比賽未能於直路收窄和前方距離下，最終不敵真善美及Sanford City取得第三。
稍為休養後於5月前往地方出戰杜若紀念，維持穩定的步速推進下於直路完全壓贏所有對手，最終以較為輕鬆的姿態取得勝利。
6月返回中央以子犬座錦標作為目標，比賽初段保持於最後方位置逐步推進，於直路上再度爆發出優秀的速度，最終以後600米35.6秒的時間瞬間超越對手，並以拉開5馬位的姿態取得分級賽連勝。
7月回歸草地賽事進行嘗試，然而於函館短途錦標中未能發揮實力，最終僅獲得第六的戰績。
由於在草地賽事再度失利，其進入秋季後專心草地賽事，以天朗星錦標作為熱身。比賽開始後，其放慢速度進佔後方位置，一路貼欄前進減省腳程，並於第四彎道開始抽出外檔望空。進入直路後，其繼續於外檔位置衝刺，最終成功於終點前壓贏Toshi the Mika取得第五個分級賽冠軍。
11月出戰秋季大目標，本年度新設立的日本育馬場盃短途賽，賽事沿途保持於後方位置等待時機，但於直路上始終無法貼近前方透出的露寶積，最終被對手拉開2 1/2馬位落敗。
年末繼續於地方出戰賽事，以全日本純種馬盃作為目標，然而改用前置戰術下於未有以往的衝勢，最終取得第三的戰績。

### 9歲（現8歲）
2002年首戰選擇為石榴石錦標，於比賽途中仍然留後，最終於直路上成功衝出壓制所有對手，以1 1/4馬位戰勝South Vigorous取得生涯第六個分級賽冠軍。
其後接受邀請前往阿聯酋進行遠征，劍指一級賽杜拜金莎軒錦標，但於賽事途中一直被其他賽駒壓制，最終敗於講馬之王、愛迪迴響、熱浪及全男班下取得第五。
回國後，陣營考慮到其體力消耗以及年齡，決定安排其退役。

### 詳細賽績
| 日期       | 舉辦國家 | 馬場   | 距離   | 級別     | 賽事名稱             | 負重 | 騎師       | 馬號 | 出馬 | 名次 | 時間     | 頭馬（二馬）        |
| ---------- | -------- | ------ | ------ | -------- | -------------------- | ---- | ---------- | ---- | ---- | ---- | -------- | ------------------- |
| 12/9/1998  | 日本     | 札幌   | 草1200 |          | 4歲以上500萬獎金以下 | 55   | 横山賀一   | 6    | 15   | 3    | 1:11.1   | Princess Carla      |
| 20/9/1998  | 日本     | 札幌   | 草1000 |          | 4歲以上500萬獎金以下 | 55   | 横山賀一   | 3    | 12   | 1    | 0:59.5   | （Apusara）         |
| 25/10/1998 | 日本     | 京都   | 草1600 |          | 堀川特別             | 55   | 岡部幸雄   | 9    | 18   | 11   | 1:37.7   | Golden Relief       |
| 14/11/1998 | 日本     | 京都   | 草1200 |          | 4歲以上500萬獎金以下 | 54   | 武幸四郎   | 14   | 18   | 1    | 1:09.0   | （Hagino Ovation）  |
| 29/11/1998 | 日本     | 中京   | 草1200 |          | 清洲特別             | 55   | 秋山真一郎 | 1    | 16   | 1    | 1:10.2   | （Earnestly Run）   |
| 26/12/1998 | 日本     | 阪神   | 草1600 |          | 4歲以上900萬獎金以下 | 55   | 武豐       | 8    | 14   | 1    | 1:35.5   | （Tenzan Storm）    |
| 5/1/1999   | 日本     | 京都   | 草1200 |          | 室町特別             | 55   | 柏兆雷     | 15   | 15   | 1    | 1:08.8   | （Field Non Non）   |
| 30/1/1999  | 日本     | 京都   | 草1600 | GIII     | 京都牝馬特別         | 53   | 武豐       | 4    | 16   | 3    | 1:35.6   | Maruka Komachi      |
| 6/3/1999   | 日本     | 阪神   | 草1400 |          | 渦潮錦標             | 55   | 武豐       | 3    | 13   | 1    | 1:20.8   | （Nishino Final）   |
| 1/4/1999   | 日本     | 阪神   | 草1200 | GIII     | 阪急盃               | 53   | 武豐       | 7    | 16   | 2    | 1:08.8   | 協榮三月            |
| 15/5/1999  | 日本     | 東京   | 草1400 | GII      | 京王盃春季盃         | 55   | 柴田善臣   | 8    | 18   | 6    | 1:20.8   | 草上飛              |
| 23/5/1999  | 日本     | 中京   | 草1200 | GI       | 高松宮紀念           | 55   | 安藤勝己   | 11   | 16   | 6    | 1:08.6   | 真僥倖              |
| 3/10/1999  | 日本     | 阪神   | 草1400 | GIII     | 人馬錦標             | 54   | 武幸四郎   | 6    | 13   | 5    | 1:21.4   | 榮進佳文            |
| 30/10/1999 | 日本     | 京都   | 草1400 | GII      | 天鵝錦標             | 55   | 武豐       | 4    | 12   | 2    | 1:20.5   | 黑鷹                |
| 27/11/1999 | 日本     | 東京   | 草1400 | GIII     | 富士錦標             | 54   | 靳能       | 2    | 18   | 2    | 1:21.9   | 紅辣椒              |
| 19/12/1999 | 日本     | 阪神   | 草1600 | GII      | 阪神牝馬特別         | 55   | 安藤勝己   | 16   | 16   | 7    | 1:34.4   | Hi Friend Code      |
| 30/1/2000  | 日本     | 京都   | 草1600 | GIII     | 京都牝馬特別         | 55   | 武豐       | 1    | 11   | 8    | 1:35.4   | 痛快駒              |
| 6/2/2000   | 日本     | 京都   | 草1200 | GIII     | 絲路錦標             | 55   | 武幸四郎   | 13   | 14   | 1    | 1:09.5   | （多樂星）          |
| 26/3/2000  | 日本     | 中京   | 草1200 | GI       | 高松宮紀念           | 55   | 武幸四郎   | 3    | 17   | 8    | 1:08.9   | 帝皇光輝            |
| 15/4/2000  | 日本     | 阪神   | 草1600 | GII      | 讀賣盃               | 55   | 武幸四郎   | 2    | 18   | 12   | 1:35.3   | 礦脈                |
| 14/5/2000  | 日本     | 京都   | 泥1200 | OP       | 栗東錦標             | 57   | 松永幹夫   | 10   | 16   | 1    | 1:09.2   | （Eishin Sun Luis） |
| 2/7/2000   | 日本     | 函館   | 草1200 | GIII     | 函館短途錦標         | 54   | 松永幹夫   | 2    | 14   | 6    | 1:09.4   | 大樹寶藏            |
| 27/8/2000  | 日本     | 札幌   | 草1200 | OP       | 堅蘭盃               | 56   | 松永幹夫   | 9    | 13   | 3    | 1:09.9   | 目白情人            |
| 1/10/2000  | 日本     | 中山   | 草1200 | GI       | 短途馬錦標           | 55   | 松永幹夫   | 12   | 16   | 4    | 1:08.9   | 大德大和            |
| 28/10/2000 | 日本     | 京都   | 草1400 | GII      | 天鵝錦標             | 55   | 松永幹夫   | 8    | 17   | 4    | 1:20.7   | 大德大和            |
| 12/11/2000 | 日本     | 東京   | 泥1200 | GIII     | 根岸錦標             | 55   | 武幸四郎   | 13   | 15   | 1    | 1:10.1   | （Eishin Sun Luis） |
| 7/1/2001   | 日本     | 中山   | 泥1200 | GIII     | 石榴石錦標           | 55   | 武幸四郎   | 2    | 13   | 2    | 1:09.6   | Be My Nakayama      |
| 29/1/2001  | 日本     | 東京   | 泥1400 | GIII     | 根岸錦標             | 55   | 武幸四郎   | 11   | 13   | 3    | 1:22.3   | 真善美              |
| 3/5/2001   | 日本     | 名古屋 | 泥1400 | 地方GIII | 杜若紀念             | 54   | 戴崇謀     | 1    | 12   | 1    | 1:25.5   | （Beach Flag）      |
| 17/6/2001  | 日本     | 阪神   | 泥1400 | GIII     | 子犬座錦標           | 55   | 戴崇謀     | 8    | 16   | 1    | 1:22.9   | （Raise Suzuran）   |
| 1/7/2001   | 日本     | 函館   | 草1200 | GIII     | 函館短途錦標         | 56   | 後藤浩輝   | 11   | 14   | 6    | 1:10.4   | 目白情人            |
| 29/9/2001  | 日本     | 阪神   | 泥1400 | GIII     | 天狼星錦標           | 57   | 四位洋文   | 2    | 13   | 1    | 1:23.7   | （Toshi the Mika）  |
| 31/10/2001 | 日本     | 大井   | 泥1200 | 地方GI   | 日本育馬場盃短途賽   | 55   | 四位洋文   | 3    | 14   | 2    | 1:11.6   | 露寶積              |
| 23/11/2001 | 日本     | 笠松   | 泥1400 | GIII     | 全日本純種馬盃       | 54   | 四位洋文   | 4    | 10   | 3    | 1:26.2   | Gold Proof          |
| 6/1/2002   | 日本     | 東京   | 泥1200 | GIII     | 石榴石錦標           | 55   | 武豐       | 8    | 16   | 1    | 1:10.3   | （South Vigorous）  |
| 23/3/2002  | 阿聯酋   | 詩柏   | 泥1200 | GI       | 杜拜金莎軒錦標       | 57   | 柏兆雷     | 9    | 13   | 5    | 記錄缺失 | 講馬之王            |

## 退役後
退役後，廣受歡迎成為了配種馬，於北海道早來町（今安平町）北部牧場休養，在2002進行配種。首匹子嗣Quick Shooter於2003年出生，可於2005年出賽。雖然其子嗣戰績並不出眾，但雌系表現並不差勁，如第四匹子嗣Miss Encore就曾產下2018年東京優駿（日本打吡）冠軍華格納，而Miss Encore的外孫當中亦包含2022年小倉紀念冠軍妙歌。
2015年被轉移到北海道日高町坂東牧場休養，繼續於似地進行配種
2019年，其由繁殖雌馬退役，前往同町的凡爾賽牧場進行養老生活。
2021年9月7日中午健康狀況急轉直下，雖然有迴光返照的跡象，但於9月8日早上再度惡化，最終因衰老以27歲的高齡死亡。而同日，其最後一匹子嗣B B Muse於門別競馬場第9場賽事取勝，為廣受歡迎獻上了最好的悼念。

### 詳細繁殖資料
| 數目     | 馬名          | 出生年 | 性別     | 父系 | 練馬師                                                                           | 馬主                         | 戰績                            |
| -------- | ------------- | ------ | -------- | ---- | -------------------------------------------------------------------------------- | ---------------------------- | ------------------------------- |
| 第一匹   | Quick Shooter | 2003   | 週日寧靜 | 雄   | 名古屋・角田輝也 →栗東・松田國英                                                 | 金子真人 →金子真人控股       | 20戰3冠1亞0季（退役）           |
| 第二匹   | Hauteclaire   | 2004   | 愛麗速子 | 雌   | 美浦・小島茂之                                                                   | Carrot Farm Co Ltd           | 11戰1冠0亞0季（登錄取消・死亡） |
| 第三匹   | Kaiserin      | 2006   | 愛慕織姬 | 雌   | 栗東・松田國英                                                                   | Carrot Farm Co Ltd           | 23戰3冠0亞1季（退役・繁殖）     |
| 第四匹   | Miss Encore   | 2007   | 夏威夷王 | 雌   | 栗東・池江泰壽                                                                   | 金子真人控股                 | 9戰1冠1亞0季（退役・繁殖）      |
| 第五匹   | Agartha       | 2007   | 夏威夷王 | 雌   |                                                                                  |                              | （未出賽・繁殖）                |
| 第六匹   | Broad Peak    | 2008   | 大震撼   | 雌   | 栗東・松田國英                                                                   | Carrot Farm Co Ltd           | 14戰1冠0亞2季（退役・繁殖）     |
|          | （未有配種）  |        |          |      |                                                                                  |                              |                                 |
| 第七匹   | Broad Sword   | 2010   | 大和主將 | 雄   | 栗東・松田国英 →船橋・川島正一 →佐賀・山下定文                                   | Carrot Farm Co Ltd →角田喜繼 | 44戰5冠9亞4季（退役）           |
| 第八匹   | Chuwa Appeal  | 2011   | 曼城茶座 | 雌   | 栗東・大久保龍志 →笠松・加藤幸保 →美浦・金成貴史                                 | 中西忍                       | 17戰3冠2亞1季（退役・繁殖）     |
| 第九匹   | Admire Shy    | 2012   | 拳壇奇蹟 | 雌   | 栗東・梅田智之                                                                   | 近藤利一                     | 22戰4冠3亞1季                   |
| 第十匹   | Stanley Pool  | 2013   | 拳壇奇蹟 | 雌   | 栗東・吉田直弘                                                                   | Carrot Farm Co Ltd           | 5戰0冠0亞0季                    |
| 第十一匹 | Broad Allure  | 2014   | 黃金魅力 | 雄   | 美浦・尾關知人                                                                   | Silk Racing Co Ltd           | 10戰3冠0亞3季（退役）           |
| 第十二匹 | B B Appeal    | 2015   | 加登快駒 | 雄   | 門別・田中淳司 →大井・村上賴章 →門別・田中淳司 →北海道・柳澤好美 →佐賀・手島勝利 | 坂東牧場 →成富直行           | 26戰3冠1亞2季（退役）           |
| 第十三匹 | Despacito     | 2016   | 火焰客   | 雌   | 栗東・武幸四郎 →門別・角川秀樹 →船橋・稻益貴弘 →栗東・武幸四郎 →船橋・稻益貴弘   | 坂東牧場                     | 29戰10冠4亞1季（退役）          |
|          | （流產）      |        | 再來一個 |      |                                                                                  |                              |                                 |
| 第十四匹 | B B Muse      | 2018   | 加登快駒 | 雌   | 門別・田中淳司 →船橋・稻益貴弘 →門別・櫻井拓章 →大井・村上賴章                   | 坂東牧場                     | 22戰6冠2亞3季（退役）           |
|          | （受胎失敗）  |        | 朗日清天 |      |                                                                                  |                              |                                 |

## 血統簡介
父系Broad Brush爲美國賽駒，生涯曾勝出多項泥地賽事。祖父Ack Ack擁有優秀泥地血統，出美國傳統種馬系統Himyar系。
母系Valid Allure為美國賽駒，生涯勝出三場賽事。父系Valid Appeal為美國賽駒，生涯戰績不俗，曾勝出二級賽Dwyer讓賽，亦於一級賽美國未來錦標取得亞軍。

### 血統表
| 父線：Himyar系（Touchstone系）                             |                                |                |                |
| 種馬 Broad Brush 1983年（棗色）                            | Ack Ack 1966年（棗色）         | Battle Joined  | Armageddon     |
| 種馬 Broad Brush 1983年（棗色）                            | Ack Ack 1966年（棗色）         | Battle Joined  | Ethel Walker   |
| 種馬 Broad Brush 1983年（棗色）                            | Ack Ack 1966年（棗色）         | Fast Turn      | Turn-to        |
| 種馬 Broad Brush 1983年（棗色）                            | Ack Ack 1966年（棗色）         | Fast Turn      | Cherokee Rose  |
| 種馬 Broad Brush 1983年（棗色）                            | Hay Patcher 1973年（棗色）     | Hoist the Flag | Tom Rolfe      |
| 種馬 Broad Brush 1983年（棗色）                            | Hay Patcher 1973年（棗色）     | Hoist the Flag | Wavy Wavy      |
| 種馬 Broad Brush 1983年（棗色）                            | Hay Patcher 1973年（棗色）     | Turn to Talent | Turn-to        |
| 種馬 Broad Brush 1983年（棗色）                            | Hay Patcher 1973年（棗色）     | Turn to Talent | Hidden Talent  |
| 繁殖雌馬 Valid Allure 1985年（深棗色）                     | Valid Appeal 1972年（棗色）    | In Reality     | Intentionally  |
| 繁殖雌馬 Valid Allure 1985年（深棗色）                     | Valid Appeal 1972年（棗色）    | In Reality     | My Dear Girl   |
| 繁殖雌馬 Valid Allure 1985年（深棗色）                     | Valid Appeal 1972年（棗色）    | Desert Trail   | Moslem Chief   |
| 繁殖雌馬 Valid Allure 1985年（深棗色）                     | Valid Appeal 1972年（棗色）    | Desert Trail   | Scotch Verdict |
| 繁殖雌馬 Valid Allure 1985年（深棗色）                     | Alluring Girl 1980年（深棗色） | 秘書處         | 勇者帝王       |
| 繁殖雌馬 Valid Allure 1985年（深棗色）                     | Alluring Girl 1980年（深棗色） | 秘書處         | Somethingroyal |
| 繁殖雌馬 Valid Allure 1985年（深棗色）                     | Alluring Girl 1980年（深棗色） | Water Cress    | Hail to Reason |
| 繁殖雌馬 Valid Allure 1985年（深棗色）                     | Alluring Girl 1980年（深棗色） | Water Cress    | Hillbrook      |
| 雌系：號族：4-r                                            |                                |                |                |
| 五代內近親交配：Turn-to 4×4×5、Alsab 5×5、Princequillo 5×5 |                                |                |                |

## 命名由來
名字Broad Appeal（ブロードアピール）分別繼承自父系Broad Brush及外祖父Valid Appeal之名字的各一部份，於英語中有「廣闊的魅力」之意思，香港則翻譯為「廣受歡迎」。

## 外部連結
- 廣受歡迎 netkeiba.com
- 血統表 （页面存档备份，存于）